# Bundesstraße 5
La Bundesstraße 5 è una strada federale della Germania che si estende dal confine con la Danimarca fino al confine Oder-Neisse in Polonia, attraversando la Germania nell'asse nord-est.

## Percorso
La Bundestraße 5 inizia nella Frisia settentrionale al valico di frontiera Böglum/Sæd vicino al comune di Süderlügum, in continuazione alla Primærrute 11 da Tønder.
Ad Amburgo corre inizialmente da Eidelstedt, insieme all'autostrada federale B4, sulla Kieler Strasse, attraverso il quartiere di Eimsbüttel per poi percorrere la Ring 2 come Fruchtallee.